# Бодман
Бодман (фр. Baudement) насеље је и општина у североисточној Француској у региону Шампањ-Арден, у департману Марна која припада префектури Еперне.
По подацима из 2011. године у општини је живело 120 становника, а густина насељености је износила 14,0 становника/km². Општина се простире на површини од 8,57 km². Налази се на средњој надморској висини од 84 метара.

## Демографија
| 1962. | 1968. | 1975. | 1982. | 1990. | 1999. | 2011. |
| ----- | ----- | ----- | ----- | ----- | ----- | ----- |
| 97    | 98    | 101   | 103   | 103   | 111   | 120   |

График промене броја становника у току последњих година